# Spoorlijn Stavanger - Egersund
De spoorlijn Stavanger - Egersund ook wel Jærbanen genoemd is een Noorse spoorlijn tussen de stad Stavanger en de stad Egersund gelegen in de provincie Rogaland.

## Geschiedenis
Het traject werd door Norges Statsbaner (NSB) als smalspoorlijn tussen 1874 en 1878 geopend. Tussen 1941 en 1944 werd het traject omgespoord tot normaalspoor door toevoegen van een derde rail. In 1944 werd het smalspoor opgebroken en kon uitsluitend normaalspoor treinen gebruikt worden. Het traject werd als onderdeel van de Sørlandsbanen in 1944 heropend.
Op 16 november 2009 werd tussen Stavanger en Sandnes dubbelspoor in gebruik genomen.

## Treindiensten
De Norges Statsbaner verzorgde tot december 2019  het personenvervoer op dit traject met NSB Regiontog / RB treinen. De treindienst werd onder meer uitgevoerd met treinstel van het type BM 73.
- RB 51: Kristiansand - Stavanger

In december 2019 ging een nieuwe concessie in waarbij deze lijn was toegekend aan Go-Ahead Norge, de Noorse dochter van de Go-Ahead Group.

## Aansluitingen
In de volgende plaatsen was of is er een aansluiting van de volgende spoorwegmaatschappijen:

### Stavanger
- Sørlandsbanen, spoorlijn tussen Stavanger en Olslo S

### Egersund
- Flekkefjordbanen, spoorlijn tussen Egersund en Flekkefjord
- Sørlandsbanen, spoorlijn tussen Stavanger en Olslo S

## Elektrische tractie
Het traject werd in 1956 geëlektrificeerd met een spanning van 15.000 volt 16 2/3 Hz wisselstroom.

## Afbeeldingen

Trajectkaart
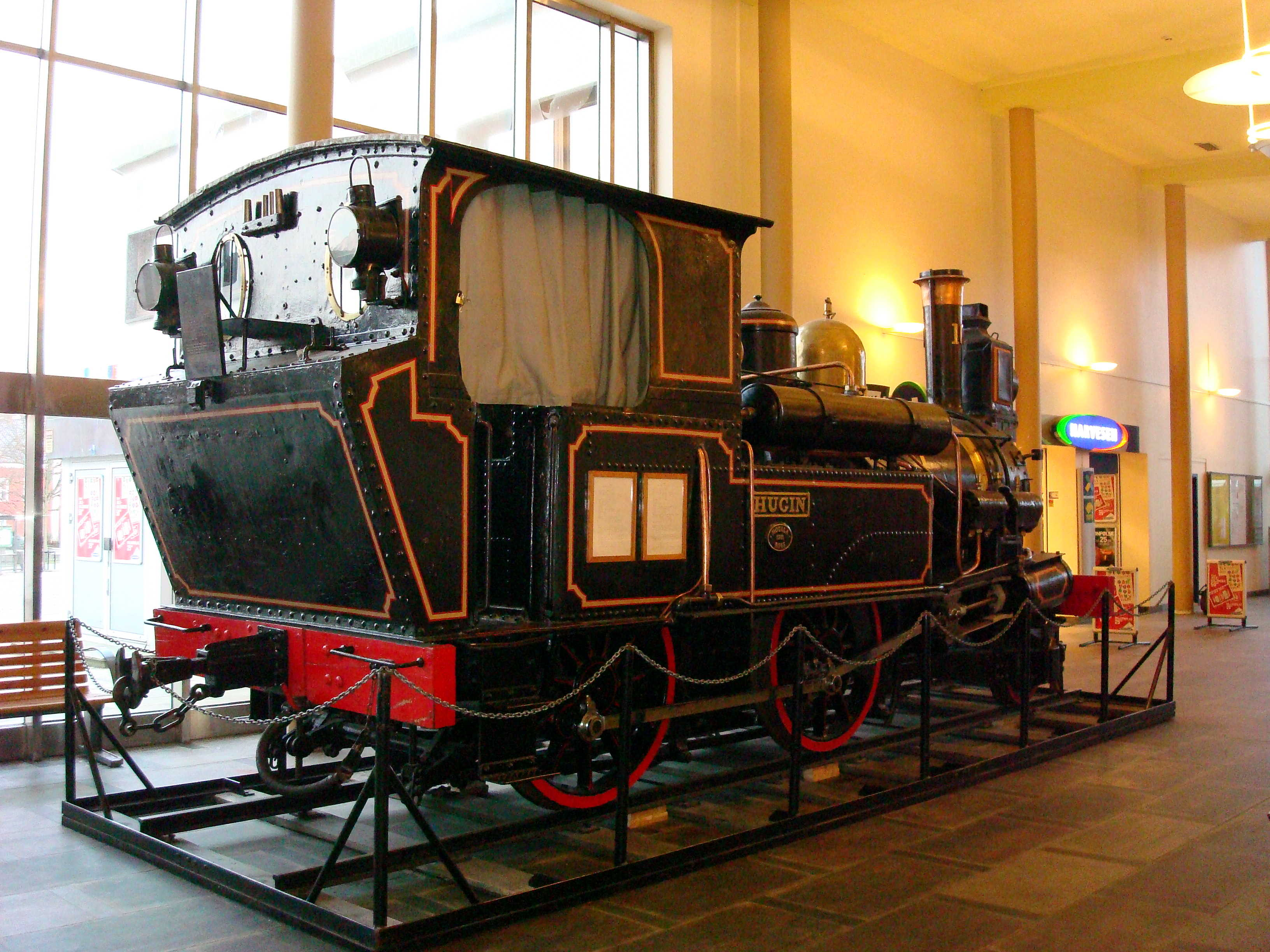
Locomotief uit 1881 in station Stavanger
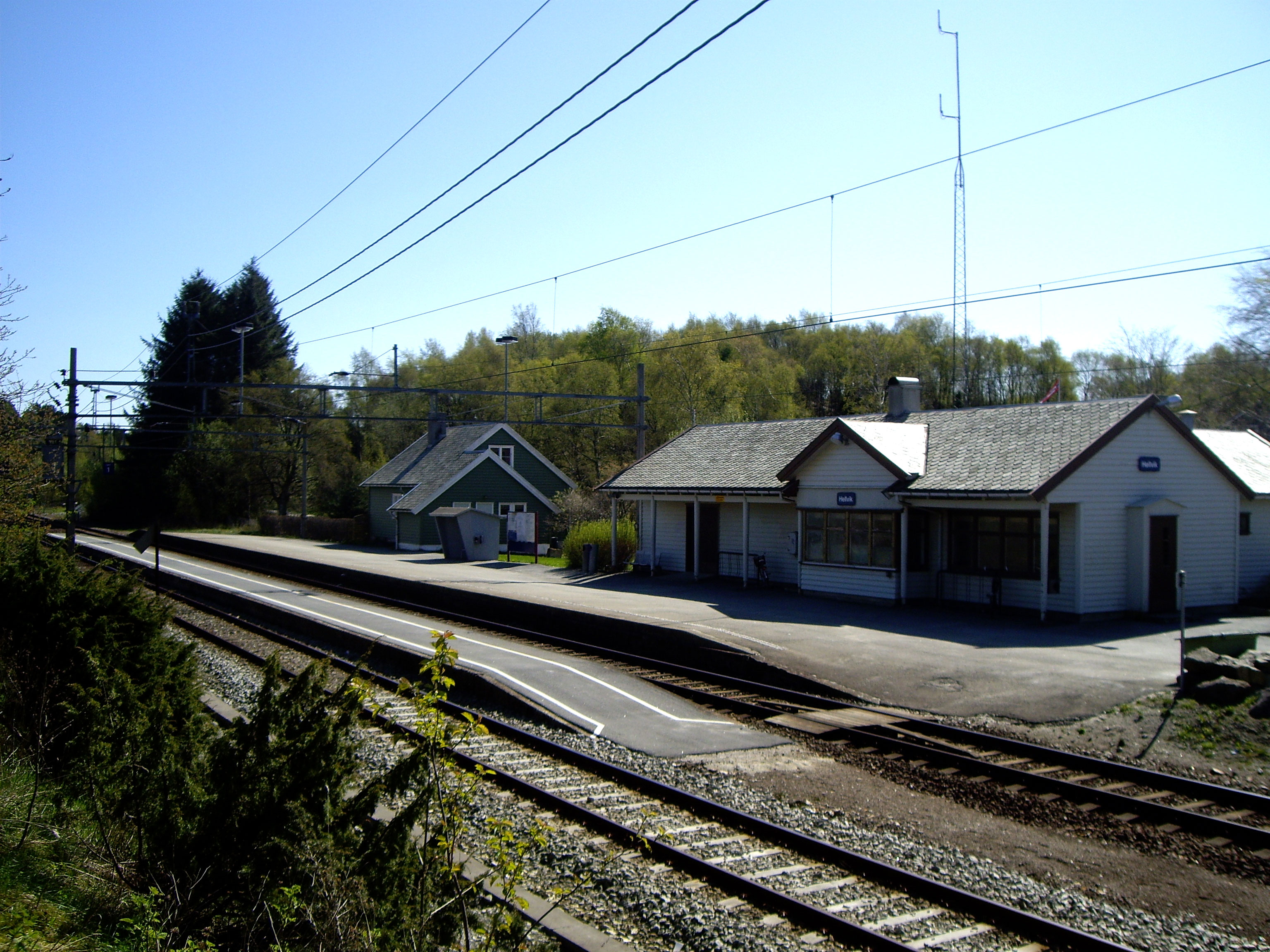
Station Hellvik
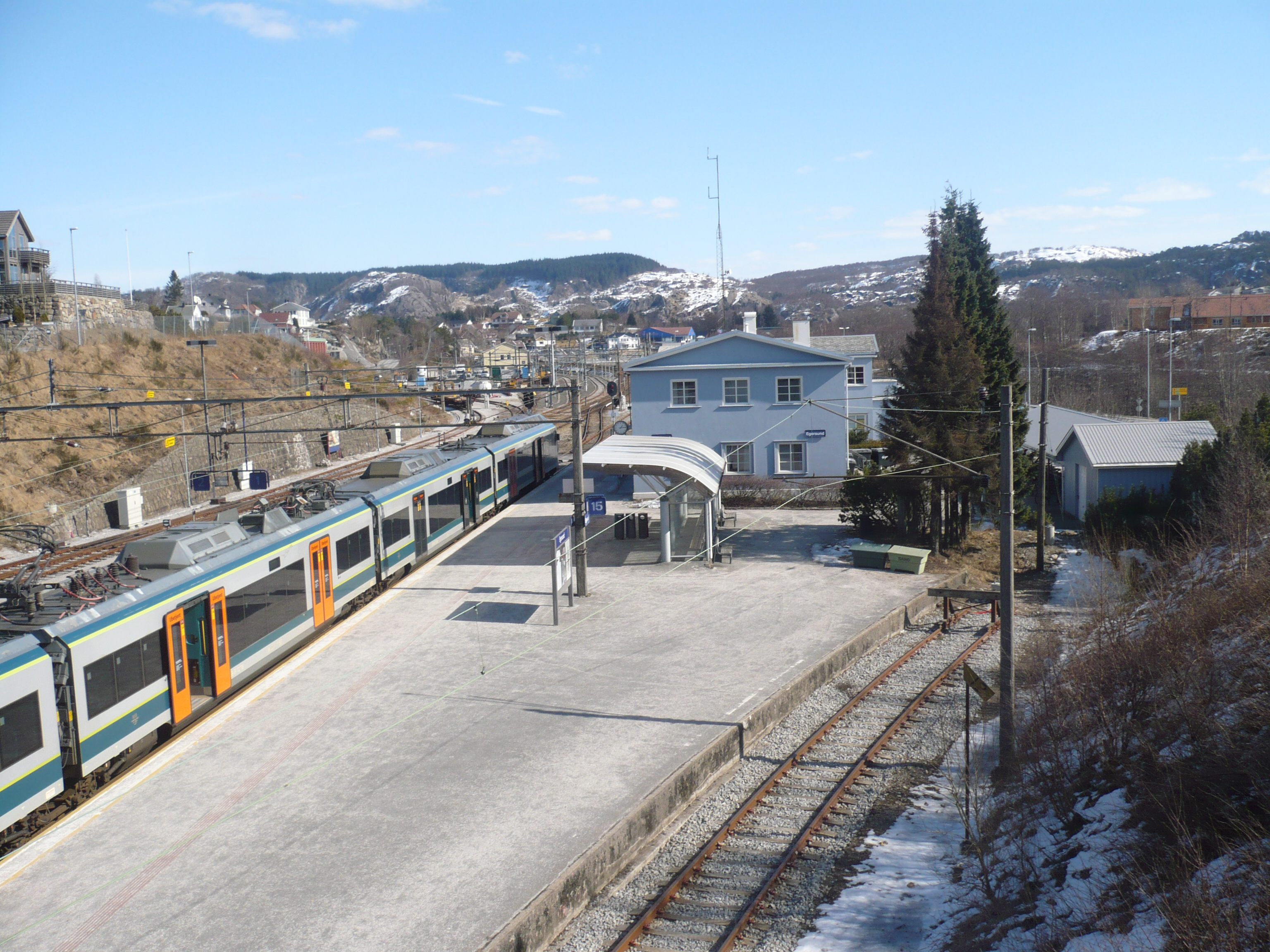
Station Egersund